# Руханият (музей)
Актюбинский областной музей «Рухания́т» (каз. Ақтөбе облыстық «Руханият» музейі) — музей в городе Актобе (Казахстан).
Музей площадью 800 м² был официально открыт 8 декабря 2011 года. Расположен на цокольном этаже мечети Нур Гасыр. Основная деятельность музея направлена на «осуществление научно-просветительской, научно-исследовательской и образовательной деятельности, а также выявление и комплектование музейных предметов и музейных коллекций по истории религии и их изучение и публичное представление с помощью первоисточников религии, в которые войдут культовые предметы и книги ученых-богословов».
Музей создавался на протяжении года при участии художников, историков, религиоведов и культурологов. Экспонатами музея являются уменьшенная копия священной для мусульман Каабы, макет старейшей в Актюбинской области Кокжарской мечети, сделанная из меди и украшенная бирюзой, смальтой и яшмой посуда для совершения омовения, коврик для намаза, вытканный вручную в 1966 году и др. В музее хранятся экземпляры Корана, старейший из которых относится к XIX веку, и священные книги XVII—XVIII веков.
18 апреля 2013 года среди учащихся города музей провёл творческий конкурс ручных изделий.
На основании постановления Акимата Актюбинской области 525 от 05.12.2018 года,ГККП"Актюбинский областной музей "Руханият" с 28.03.2019 года прекратил свою деятельность,  в связи с реорганизацией путем присоединения к ГККП "Актюбинский областной историко-краеведческий музей".